# Moonfleet and other stories
Moonfleet and other stories is een studioalbum van Chris de Burgh. Het album valt in twee delen uiteen. Het eerste deel (track 1-18) vormt een verhaallijn gebaseerd op de roman Moonfleet van J. Meade Falkner, het tweede deel bevat “losse” liedjes. Met dit album keerde de Ier meer terug naar zijn rockroots van zijn albums uit de jaren ‘80.  In het Verenigd Koninkrijk werd een groot deel van de oplage verkocht via supermarktketen Asda, die in Nederland geen vertegenwoordiging heeft (gegevens 2011). Het album is opgenomen in de British Grove Studio. Ferryman Productions Ltd. is een platenlabel van de Burgh zelf.

## Musici
- Chris de Burgh – zang, gitaar
- Phil Palmer – gitaar
- Pete Gordeno – toetsinstrumenten
- Geoff Dugmore – slagwerk
- Neil Taylor – gitaar
- Jerry Meeham – basgitaar, fagot
- Nigel Hopkins – accordeon, moog en hammondorgel
- Geoffrey Richardson – altviool, fiddle, banjo, mandoline, fluitje
- Chris Porter – percussie, toetsinstrumenten en vertelstem
- Jakko Jakszyk, Hazel Fernandez – achtergrondzang
- IG Ltd – koor
- Royal Philharmonic Orchestra – dirigent Nick Ingman

## Muziek
| Nr. | Titel                        | Duur |
| --- | ---------------------------- | ---- |
| 1.  | The moonfleet overture       | 5:03 |
| 2.  | The village of Moonfleet     | 1:27 |
| 3.  | The light of the bay         | 1:57 |
| 4.  | Have a care                  | 2:52 |
| 5.  | For two days and nights      | 1:14 |
| 6.  | Go where your heart believes | 4:11 |
| 7.  | The escape                   | 4:19 |
| 8.  | Ans so it was                | 0:29 |
| 9.  | The days of our age          | 1:54 |
| 10. | The secret of the locket     | 3:32 |
| 11. | With heavy hearts            | 0:36 |
| 12. | My heart’s surrender         | 4:10 |
| 13. | Treasure and betrayal        | 3:43 |
| 14. | Moonfleet Bay                | 3:06 |
| 15. | The storm                    | 3;23 |
| 16. | Greater love                 | 3:29 |
| 17. | In the years that followed   | 1:23 |
| 18. | The Moonfleet finale         | 3:00 |
| 19. | Everywhere I go              | 3:36 |
| 20. | The nightingale              | 3:47 |
| 21. | One life, one love           | 3:42 |
| 22. | Why Mona Lisa smiled         | 3:37 |
| 23. | Pure joy                     | 3:06 |
| 24. | People of the world          | 3:49 |

## Albumlijsten
Het album haalde geen notering in de Album Top 100 van Nederland, maar haalde het wel noteringen in Zwitserland (11 weken; hoogste plaats 31), Oostenrijk (2 weken; hoogste plaats 42) en Denemarken (5 weken; hoogste plaats 12). 